# Jaydee (lutherie)
Pour les articles homonymes, voir Jaydee (homonymie).
Jaydee est une entreprise de  lutherie britannique.

## Histoire
L'atelier Jaydee est créé par John Diggins, lorsque celui-ci quitte l'atelier de John Birch (en). Diggins, artisan menuisier de renom, travaille avec son fils à la personnalisation et à la création de guitares.

## Produits
L'atelier Jaydee a en particulier fourni des guitares à Tony Iommi des Black Sabbath pendant les années 1980 et 1990, dont deux guitares Gibson SG à sept cordes. Jaydee est également connu pour les basses Supernatural reconstruites pour Mark King. Il a aussi produit une guitare custom pour Angus Young au début des années 1980, mais Angus signera par la suite avec Gibson.
L'atelier de Diggins produit des guitares de différents styles, dont les SG similaires à celles destinées à Iommi, des Super Strat « Hooligan », des guitares de jazz, des basses à cordes supplémentaires, et tout type de personnalisation à la demande.